# Bologarang
Bologarang is een bestuurslaag in het regentschap Grobogan van de provincie Midden-Java, Indonesië. Bologarang telt 3118 inwoners (volkstelling 2010).